# Oberonia wariana
Oberonia wariana är en orkidéart som beskrevs av Rudolf Schlechter. Oberonia wariana ingår i släktet Oberonia och familjen orkidéer. Inga underarter finns listade i Catalogue of Life.